# Batopilas (municipalité)
Pour les articles homonymes, voir Batopilas.
Batopilas est une municipalité de l'État de Chihuahua, au Mexique. Elle couvre une superficie de 2 064,6 km2 et compte 11 289 habitants en 2015.